# Brienne (Saona y Loira)
Brienne es una comuna francesa situada en el departamento de Saona y Loira, en la región de Borgoña-Franco Condado.

## Demografía
| 278 | 268 | 286 | 275 | 314 | 311 | 479 |
| Para los censos de 1962 a 1999 la población legal corresponde a la población sin duplicidades (Fuente: INSEE [Consultar]) |     |     |     |     |     |     |